# Berwicke
Berwicke ist ein Ortsteil der Gemeinde Welver im Kreis Soest in Nordrhein-Westfalen.
Berwicke liegt zwischen den Städten Soest und Hamm an der direkten Verbindungsstraße und gehört zur Großgemeinde Welver im Kreis Soest. Der Ort ist von der Landwirtschaft und der Dorfgemeinschaft geprägt. Der Soestbach durchquert Berwicke von Süd nach Nord.

## Geschichte

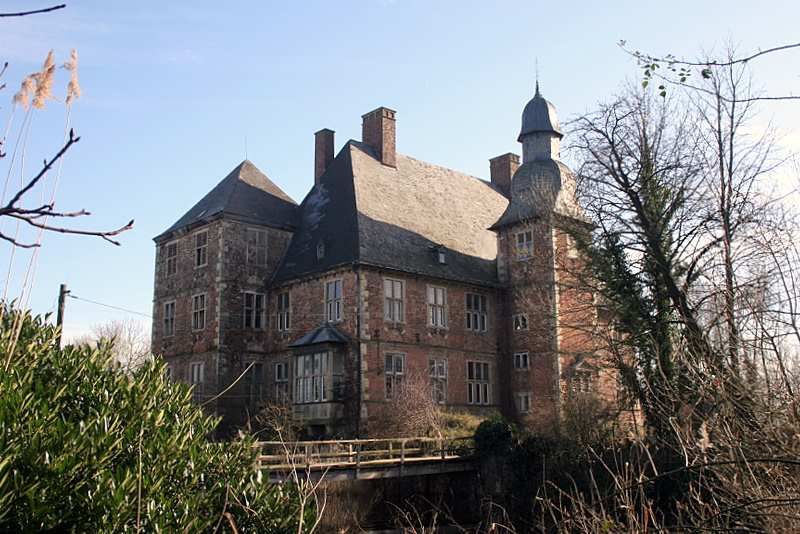
Burg Nehlen

Am 1. Juli 1969 wurde Berwicke nach Welver eingemeindet.
Im Jahr 1993 feierte Berwicke sein 800-jähriges Bestehen. In Berwicke leben 291 Menschen (Stand: 2010).
Seit einigen Jahren betreiben viele Landwirte in Berwicke ihre Arbeit nur noch halbtags, um die Familientradition fortzuführen. Die meisten haben andere Stellen angenommen, da ein kleiner landwirtschaftlicher Betrieb nicht genügend Geld einbringt. Es gibt in Berwicke nur noch einen Landwirt, der seine Arbeit hauptberuflich ausführt. Dagegen ist in diesem Dorf die Zahl der Einzelbetriebe gestiegen. Zum Beispiel wurden innerhalb von vier Jahren zwei Reitschulen eröffnet.
Im Ort liegt das Wasserschloss Haus Nehlen, nordöstlich das Rittergut Haus Borghausen.

## Name und Ersterwähnung
Berwicke wurde zwischen 1193 und 1205 erstmals als Berewich erwähnt. Der Ortsname bedeutet etwa: umzäunte Wohnstätte bei Birnenbäumen, wobei auch „Gerste“ oder „Gehölz“ als Bedeutung des ersten Wortbestandteils denkbar sind.

## Sehenswürdigkeiten
In der Liste der Baudenkmäler in Welver sind für Berwicke sechs Baudenkmale aufgeführt.